# Speckbach (Habichauer Bach)
Der Speckbach ist ein kurzer Bach im Zeller Wald auf dem Gebiet der Gemeinde Bad Tölz im oberbayrischen Landkreis Bad Tölz-Wolfratshausen.

## Verlauf
Er entsteht wenig nördlich des Koglweihers, fließt in einem Bogen nach Süden, dann nach Norden und mündet von links in den Habichauer Bach.